# كهل (آلهة)
كهل هو آلهة قديمة في الجزيرة العربية قبل الإسلام. كان الإله الرئيس (الإله الوصي) لمدينة قرية الفاو، عاصمة مملكة كندة، بداية من القرن الثاني قبل الميلاد. يتم إثبات وجود كهل بشكل منتظم، ولكن الأدلة أكثر ندرة فيما يتعلق بكيفية فهم كاهل. وبناءً على الأدلة الحديثة، فقد افترض البعض أن كهل كان نسخة عربية من الإله الضارب أو المهدد المعروف في مناطق شرق البحر الأبيض المتوسط وغرب آسيا. ربما تطور كهل إلى الإله رحمن في الاتجاه نحو تطور التوحيد ما قبل الإسلام.

## الاسم
في النصوص العربية الجنوبية القديمة ، تم ترجمة اسمه إلى khl. وبسبب عدم وجود معلومات حول كيفية نطق اسم هذا الإله، فقد تم نسخ اسمه بطرق عديدة في الدراسات، بما في ذلك كاهل ، كاهيل ، كحول وكحل، وكهل. في بعض الأحيان، يأخذ الشكل النحوي ( Khlm ) مع التقليد النهائي.
في أحد قواميس السبئيين، تعني كلمة "خل" "الحاكم، القوي". وهو عمومًا جذر سامي يدل على عنصر القوة. وفي أماكن أخرى، يظهر khl أيضًا كاسم شخصي وكاسم لبعض الأماكن.

## قرية الفاو
كان كهل أحد، إن لم يكن الإله الرئيس الوصي على مدينة قرية الفاو، عاصمة مملكة كندة.
يصبح كهل إلهًا بارزًا في هذا المكان في القرن الثاني قبل الميلاد، وتستمر المدينة في أن تصبح المدينة المرتبطة بشكل أساسي بعبادة كاهل. ومن بين كل الأسماء التي أطلقها المكان، كان اسم "قرية ذات كهل" أو "مدينة [الإله] كهل" هو الأكثر شيوعًا. يُطلق على كهل نفسه بانتظام لقب "خَلَم بِالْقُرْيَتِمِ" ، أو "كحلوم، رب قريطم"، وهو ما يعكس العلاقة بينه وبين المدينة. من القرن الثاني قبل الميلاد حتى القرن الأول الميلادي، يظهر اسم كهل على العديد من العملات المعدنية من هذا الموقع حيث يتم دمج حروف الاسم في وحدة فنية واحدة. يمكن أن تحتوي هذه العملات المعدنية على نص يشير إلى كهل باسم "السيد كهل" ( Baʿl Kahl ). تقدم العملات المعدنية، بالإضافة إلى بعض التماثيل والمنحوتات الصخرية، صورة مجسمة متسقة تم ربطها بشكل مضاربي بكهل: تُظهر هذه الصورة شخصية واقفة بذراعه اليمنى ممسكًا بسلاح، ربما هراوة، فوق كتفه الأيمن، وذراعه اليسرى بارزة. وهذا يتفق مع مفاهيم ووضعيات الإله الضارب أو الإله المهدد المعروف لدى آلهة غرب آسيا وشرق البحر الأبيض المتوسط، مثل آلهة الكنعانيين رشف.

## مأرب
وقد تم ذكر كهل مع الإله المقه في عدد قليل من النقوش حول منطقة معبد أوام، بما في ذلك ZI 11 وSh 31/33 حيث قد يحمل كهل دلالات إله الشمس. ويقرأ الأخير:
ب-المقهو ب-العموم وب-ربع-همو رمن وب-شمس-همو خلم وب-قلت نعمن (بمساعدة علقمة رب الهيكل العوام، وبمساعدة إلههم رمان، وبمساعدة إلهة الشمس/الملاك كاهلوم وسيدة الهيكل نعمان)
في النقش: (ZI 11)، كهل والمقه لقبان لنفس الإله. يظهر هذا النقش، وهو قصيدة سبئية طويلة من القرن الثالث الميلادي، كهل وهو يقود جيشًا من السبئيين إلى اليمامة (التي كانت تسمى آنذاك الجو)، وهي المنطقة التي اخترقها وانتصر عليها بانتصار ساحق. وفقًا للنقش، فإن هذه الحملة هي جزء من "صعود كهل في الشرق" (بمعنى التغلب على الليل). وتكشف القصيدة أيضًا عن تطور في الدين ما قبل الإسلامي حيث يستوعب كهل خصائص ووظائف العديد من الآلهة التي سبقته في البانثيون. ويرى بعض المؤرخين أن هذا يمثل اتجاهًا مستمرًا في الديانة العربية الجنوبية في ذلك الوقت نحو ظهور التوحيد العربي قبل الإسلام. وربما كانت الخطوة الثانية في هذه العملية هي تحول كهل إلى رحمن قبل عهد الملكينملكي يهمان [الإنجليزية] وأبو كرب.

## طالع أيضًا
- قائمة الآلهة العربية قبل الإسلام
- النقوش العربية قبل الإسلام
- شمس (إله)

### الاستشهادات
1. ↑  De Lara 2024.
2. 1 2  Daum, Abdullah & Al-Iryani 2023، صفحة 145.
3. ↑  De Lara 2024، صفحة 137–138.
4. ↑  Daum, Abdullah & Al-Iryani 2023، صفحة 153.
5. ↑  De Lara 2024، صفحة 138–142.
6. ↑  De Lara 2024، صفحة 138.